# Zsombó, Csongrád
Zsombó  este un sat în districtul Mórahalm, județul Csongrád, Ungaria, având o populație de 3.410 locuitori (2011). 

## Demografie
Componența etnică a satului Zsombó
     Maghiari (97,44%)
     Necunoscut (0,54%)
     Alții (2,01%)
Componența confesională a satului Zsombó
     Romano-catolici (50,91%)
     Fără religie (14,11%)
     Reformați (3,11%)
     Atei (1,73%)
     Necunoscută (29,24%)
     Alte religii (3,31%)
Conform recensământului din 2011, satul Zsombó avea 3.410 locuitori. Din punct de vedere etnic, majoritatea locuitorilor (97,44%) erau maghiari. Apartenența etnică nu este cunoscută în cazul a 0,54% din locuitori.  Din punct de vedere confesional, majoritatea locuitorilor (50,91%) erau romano-catolici, existând și minorități de persoane fără religie (14,11%), reformați (3,11%) și atei (1,73%). Pentru 29,24% din locuitori nu este cunoscută apartenența confesională.